# ポートビラ

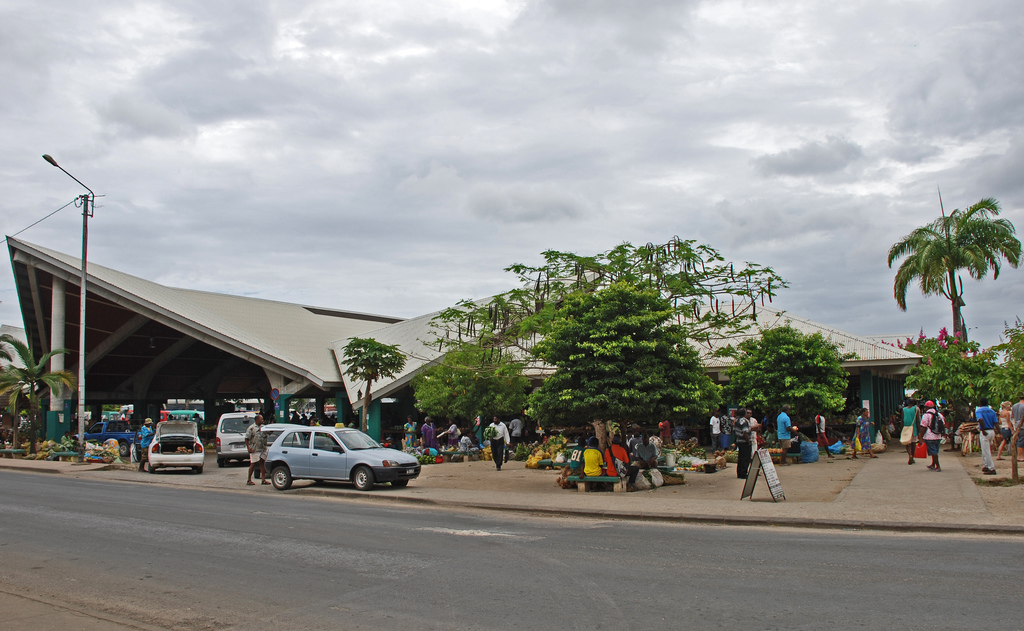
ポートビラの中心市街地

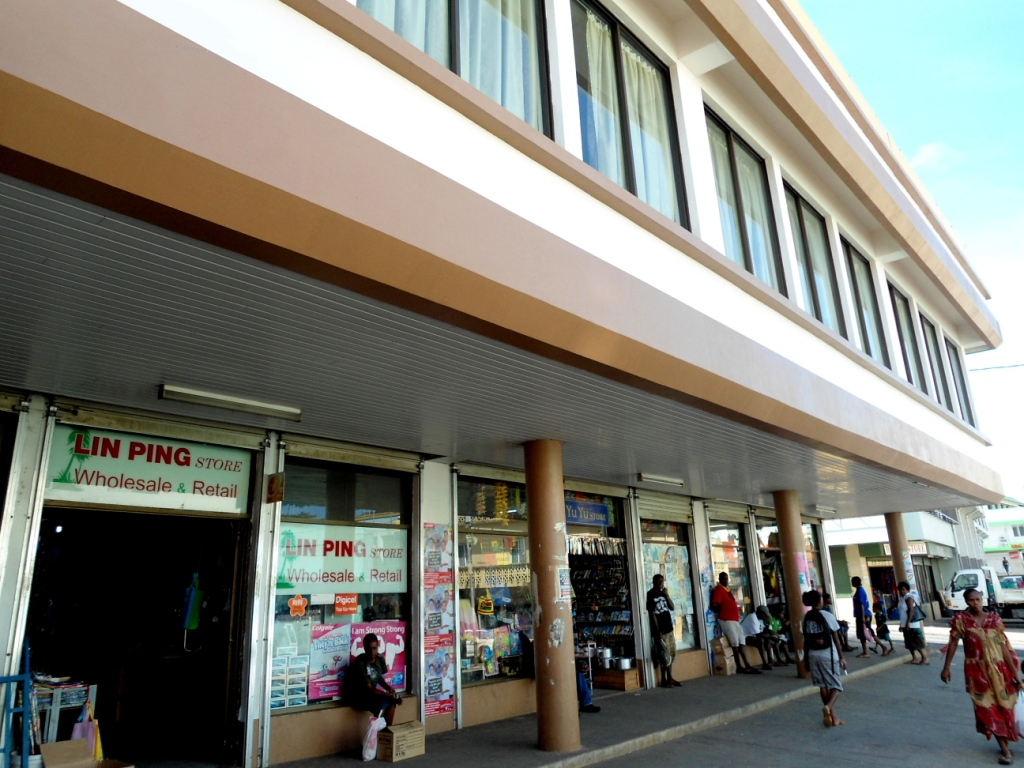
中心市街地にあるチャイナタウン

ポートビラ（Port Vila）は、バヌアツの首都である。人口は44,040人（2009年時点）。エファテ島の南岸に位置し、西に開けた湾に臨む。

## 概要
港と空港があり、同国の経済面での中心地ともなっている。ポートビラ・バウアフィールド空港は町の北部にあり、市街地から5キロメートルほど離れている。

## 地理

### 気候
| ポートビラの気候       | ポートビラの気候 | ポートビラの気候 | ポートビラの気候 | ポートビラの気候 | ポートビラの気候 | ポートビラの気候 | ポートビラの気候 | ポートビラの気候 | ポートビラの気候 | ポートビラの気候 | ポートビラの気候 | ポートビラの気候 | ポートビラの気候 |
| 月                     | 1月              | 2月              | 3月              | 4月              | 5月              | 6月              | 7月              | 8月              | 9月              | 10月             | 11月             | 12月             | 年               |
| ---------------------- | ---------------- | ---------------- | ---------------- | ---------------- | ---------------- | ---------------- | ---------------- | ---------------- | ---------------- | ---------------- | ---------------- | ---------------- | ---------------- |
| 最高気温記録 °C （°F） | 32 (90)          | 32 (90)          | 34 (93)          | 31 (88)          | 29 (84)          | 30 (86)          | 30 (86)          | 29 (84)          | 29 (84)          | 29 (84)          | 30 (86)          | 31 (88)          | 34 (93)          |
| 平均最高気温 °C （°F） | 28 (82)          | 29 (84)          | 29 (84)          | 27 (81)          | 26 (79)          | 25 (77)          | 24 (75)          | 24 (75)          | 24 (75)          | 26 (79)          | 27 (81)          | 28 (82)          | 26.4 (79.5)      |
| 平均最低気温 °C （°F） | 23 (73)          | 23 (73)          | 23 (73)          | 22 (72)          | 21 (70)          | 19 (66)          | 19 (66)          | 18 (64)          | 19 (66)          | 20 (68)          | 21 (70)          | 22 (72)          | 20.8 (69.4)      |
| 最低気温記録 °C （°F） | 19 (66)          | 19 (66)          | 18 (64)          | 16 (61)          | 15 (59)          | 14 (57)          | 14 (57)          | 12 (54)          | 13 (55)          | 13 (55)          | 16 (61)          | 17 (63)          | 12 (54)          |
| 降水量 mm （inch）     | 257 (10.12)      | 272 (10.71)      | 282 (11.1)       | 338 (13.31)      | 244 (9.61)       | 127 (5)          | 158 (6.22)       | 125 (4.92)       | 99 (3.9)         | 137 (5.39)       | 165 (6.5)        | 201 (7.91)       | 2,405 (94.69)    |
| 平均降雨日数           | 12               | 12               | 11               | 13               | 9                | 9                | 9                | 5                | 7                | 8                | 7                | 10               | 112              |
| % 湿度                 | 87               | 88               | 87               | 85               | 82               | 82               | 83               | 80               | 81               | 82               | 83               | 86               | 83.8             |
| 出典：BBC Weather      |                  |                  |                  |                  |                  |                  |                  |                  |                  |                  |                  |                  |                  |

## 歴史
- 第二次世界大戦中はアメリカ軍の軍事基地があった。
- 1987年にはサイクロンにより、街は大きな被害を受けた。
- 2015年にも、サイクロンの直撃により壊滅的な被害が出た[2]。
- 2024年12月17日、地震発生。アメリカ大使館が入居するビルなどが倒壊[3]。

## 対外関係

### 姉妹都市･提携都市
国外
- 上海市（中華人民共和国 直轄市）

国内
- ルーガンビル（バヌアツ共和国 サンマ州）[4]

## 経済
海洋レジャーを中心地とした観光地であるため、市内にはリゾートホテルが多い。また近年では、中国系資本の企業が進出しており、チャイナタウンも見られる。

## 教育

### 大学
公立
- 南太平洋大学（エマルスキャンパス）- 法学部

## 交通

### 空港
- ポートビラ・バウアフィールド空港

## スポーツ

### サッカー
ポートビラ・フットボールリーグに所属しているサッカークラブの「タフェアFC」が本拠地を置いている。1994シーズンから2009シーズンにかけて「リーグ15連覇」という世界記録を達成した。

## 出身者
- カルコット・マタスケレケレ - バヌアツ第7代大統領
- ヴァネッサ・クワイ - 歌手
- プリシラ・トミー - 卓球選手